# Рето Ціглер
Рето Ціглер (нім. Reto Ziegler, нар. 16 січня 1986, Женева) — швейцарський футболіст, захисник італійського клубу «Сассуоло» та національної збірної Швейцарії.

## Клубна кар'єра
Народився 16 січня 1986 року в місті Женева. Вихованець юнацьких команд футбольних клубів «Серветт» та «Лозанна».
У дорослому футболі дебютував 2002 року виступами за команду клубу «Грассгоппер», в якій провів два сезони, взявши участь у 41 матчі чемпіонату. За цей час виборов титул чемпіона Швейцарії.
Згодом з 2004 по 2007 рік грав у складі «Тоттенгем Готспур», а також на умовах оренди за «Гамбург» та «Віган Атлетік».
Своєю грою привернув увагу представників тренерського штабу клубу «Сампдорія», до складу якого приєднався 2007 року. Відіграв за генуезький клуб наступні чотири сезони своєї ігрової кар'єри. Більшість часу, проведеного у складі «Сампдорії», був основним гравцем захисту команди.
2011 року уклав контракт з «Ювентусом», втім майже відразу був відданий в оренду до турецького «Фенербахче». Наступного року був орендований російським «Локомотивом» (Москва), згодом знову повертався до «Фенербахче».
20 серпня 2013 року було повідомлено, що Ціглер став гравцем новачка Серії A клубу «Сассуоло», до якого приєднався знов таки на умовах оренди з «Ювентуса».

## Виступи за збірні
У складі юнацької збірної Швейцарії взяв участь у 20 іграх на юнацькому рівні, відзначившись 3 забитими голами.
Протягом 2004–2007 років залучався до складу молодіжної збірної Швейцарії. На молодіжному рівні зіграв у 37 офіційних матчах, забив 4 голи.
2005 року дебютував в офіційних матчах у складі національної збірної Швейцарії. Наразі провів у формі головної команди країни 34 матчі, забивши 1 гол.
У складі збірної був учасником чемпіонату світу 2010 року у ПАР. 2014 року був включений до заявки збірної на тогорічний чемпіонат світу у Бразилії.
| Дата       | Місто                  | Господарі         | Результат | Гості      | Турнір             | Голи | Примітки |
| ---------- | ---------------------- | ----------------- | --------- | ---------- | ------------------ | ---- | -------- |
| 26/03/2005 | Сен-Дені               | Франція           | 0 – 0     | Швейцарія  | Відбір до ЧС 2006  | -    |          |
| 30/03/2005 | Цюрих                  | Швейцарія         | 1 – 0     | Кіпр       | Відбір до ЧС 2006  | -    |          |
| 04/06/2005 | Тофтір                 | Фарерські острови | 1 – 3     | Швейцарія  | Відбір до ЧС 2006  | -    |          |
| 20/11/2007 | Цюрих                  | Швейцарія         | 0 – 1     | Нігерія    | товариський матч   | -    |          |
| 19/11/2008 | Санкт-Галлен           | Швейцарія         | 1 – 0     | Фінляндія  | товариський матч   | 1    |          |
| 11/02/2009 | Женева                 | Швейцарія         | 1 – 1     | Болгарія   | товариський матч   | -    |          |
| 12/08/2009 | Базель                 | Швейцарія         | 0 – 0     | Італія     | товариський матч   | -    |          |
| 10/10/2009 | Люксембург             | Люксембург        | 0 – 3     | Швейцарія  | Відбір до ЧС 2010  | -    |          |
| 14/11/2009 | Женева                 | Швейцарія         | 0 – 1     | Норвегія   | товариський матч   | -    |          |
| 03/03/2010 | Санкт-Галлен           | Швейцарія         | 1 – 3     | Уругвай    | товариський матч   | -    |          |
| 01/06/2010 | Сьйон                  | Швейцарія         | 0 – 1     | Коста-Рика | товариський матч   | -    |          |
| 05/06/2010 | Женева                 | Швейцарія         | 1 – 1     | Італія     | товариський матч   | -    |          |
| 16/06/2010 | Дурбан                 | Іспанія           | 0 – 1     | Швейцарія  | ЧС 2010 - 1-й етап | -    |          |
| 21/06/2010 | Порт-Елізабет          | Чилі              | 1 – 0     | Швейцарія  | ЧС 2010 - 1-й етап | -    |          |
| 25/06/2010 | Блумфонтейн            | Швейцарія         | 0 – 0     | Гондурас   | ЧС 2010 - 1-й етап | -    |          |
| 11/08/2010 | Клагенфурт-ам-Вертерзе | Австрія           | 0 – 1     | Швейцарія  | товариський матч   | -    |          |
| 03/09/2010 | Санкт-Галлен           | Швейцарія         | 0 – 0     | Австралія  | товариський матч   | -    |          |
| 07/09/2010 | Базель                 | Швейцарія         | 1 – 3     | Англія     | Відбір до ЧЄ 2012  | -    |          |
| 08/10/2010 | Подгориця              | Чорногорія        | 1 – 0     | Швейцарія  | Відбір до ЧЄ 2012  | -    |          |
| 12/10/2010 | Базель                 | Швейцарія         | 4 – 1     | Уельс      | Відбір до ЧЄ 2012  | -    |          |
| 17/11/2010 | Женева                 | Швейцарія         | 2 – 2     | Україна    | товариський матч   | -    |          |
| 09/02/2011 | Валлетта               | Мальта            | 0 – 0     | Швейцарія  | товариський матч   | -    |          |
| 26/03/2011 | Софія                  | Болгарія          | 0 – 0     | Швейцарія  | Відбір до ЧЄ 2012  | -    |          |
| 04/06/2011 | Лондон                 | Англія            | 2 – 2     | Швейцарія  | Відбір до ЧЄ 2012  | -    |          |
| 10/08/2011 | Вадуц                  | Ліхтенштейн       | 1 – 2     | Швейцарія  | товариський матч   | -    |          |
| Усього     |                        | Матчів            | 25        |            | Голів              | 1    |          |

## Титули і досягнення
- Чемпіон Швейцарії (1):

«Грассгоппер»: 2002–03
- Володар Кубка Туреччини (2):

«Фенербахче»: 2011-12, 2012-13
- Володар Кубка Швейцарії (2):

«Сьйон»: 2014-15
«Лугано»: 2021-22
- Чемпіон Європи (U-17) (1):

Швейцарія (U-17): 2002